# William Bentinck, II duca di Portland
William Bentinck, II duca di Portland (1º marzo 1709 – 1º maggio 1762), è stato un nobile inglese.

## Biografia
Era il figlio di Henry Bentinck, I duca di Portland, e di sua moglie Elizabeth Noel, figlia di Wriothesley Noel, II conte di Gainsborough. Alla morte di suo padre nel 1726, gli succedette nel titolo di duca di Portland. Fu governatore del Foundling Hospital di Londra, fondato nel 1739, e venne nominato Cavaliere della Giarrettiera nel 1741.
Persona distaccata dalla politica e dal mondo mondano della sua epoca, visse prevalentemente nella sua residenza privata di Bulstrode Park. Secondo il The Handy-Book of Literary Curiosities (1909) fu uno dei promotori del The Great Bottle Hoax, lo spettacolo che nel 1749 attirò a teatro molte persone londinesi dietro la promessa che un fantomatico attore sarebbe entrato in una bottiglia di vetro.
Morì nel maggio 1762, a 53 anni. Fu sepolto all'Abbazia di Westminster. Gli succedette il figlio maggiore William, che divenne successivamente anche primo ministro di Gran Bretagna. La duchessa di Portland morì nel 1785.

## Matrimonio e figli
Sposò Margaret Harley, figlia di Edward Harley, II conte di Oxford e di Mortimer. Ebbero sei figli:
- Lady Elizabeth Bentinck (27 giugno 1735 - 25 dicembre 1825), sposò Thomas Thynne, I marchese di Bath;
- Lady Henrietta Bentinck (8 febbraio 1737, 4 giugno 1827), sposò George Grey, V conte di Stamford;
- William Henry Cavendish-Bentinck, III duca di Portland (14 aprile 1738 - 30 ottobre 1809);
- Lady Margaret Bentinck (26 luglio 1739 - 28 aprile 1756);
- Lady Frances Bentinck (9 aprile 1741 - marzo 1743).
- Lord Edward Charles Cavendish-Bentinck (3 marzo 1744 - 8 ottobre 1819)

## Ascendenza
|                                            |                                      |                                    | Genitori                                    |  |  | Nonni |  |  | Bisnonni                 |  |  | Trisnonni                |  |
|                                            |                                      |                                    |                                             |  |  |       |  |  | Bernard, barone Bentinck |  |  | Hendrik, barone Bentinck |  |
|                                            |                                      |                                    |                                             |  |  |       |  |  | Bernard, barone Bentinck |  |  | Hendrik, barone Bentinck |  |
|                                            |                                      | Elsabe van Ittersum                |                                             |  |  |       |  |  | Bernard, barone Bentinck |  |  |                          |  |
| William Bentinck, I conte di Portland      |                                      |                                    |                                             |  |  |       |  |  | Bernard, barone Bentinck |  |  |                          |  |
|                                            |                                      | Anne van Bloemendale               | Hans Hendrik van Bloemendale                |  |  |       |  |  |                          |  |  |                          |  |
|                                            |                                      | Anne van Bloemendale               | Hans Hendrik van Bloemendale                |  |  |       |  |  |                          |  |  |                          |  |
|                                            |                                      | Anne van Bloemendale               | Eleonore Millinck                           |  |  |       |  |  |                          |  |  |                          |  |
| Henry Bentinck, I duca di Portland         |                                      | Anne van Bloemendale               |                                             |  |  |       |  |  |                          |  |  |                          |  |
|                                            |                                      | Edward Villiers                    | Edward Villiers                             |  |  |       |  |  |                          |  |  |                          |  |
|                                            |                                      | Edward Villiers                    | Edward Villiers                             |  |  |       |  |  |                          |  |  |                          |  |
|                                            |                                      | Edward Villiers                    | Barbara St. John                            |  |  |       |  |  |                          |  |  |                          |  |
| Anne Villiers                              |                                      | Edward Villiers                    |                                             |  |  |       |  |  |                          |  |  |                          |  |
|                                            |                                      | Frances Howard                     | Theophilus Howard, II conte di Suffolk      |  |  |       |  |  |                          |  |  |                          |  |
|                                            |                                      | Frances Howard                     | Theophilus Howard, II conte di Suffolk      |  |  |       |  |  |                          |  |  |                          |  |
|                                            |                                      | Frances Howard                     | Elizabeth Home                              |  |  |       |  |  |                          |  |  |                          |  |
| William Bentinck, II duca di Portland      |                                      | Frances Howard                     |                                             |  |  |       |  |  |                          |  |  |                          |  |
|                                            | Edward Noel, I conte di Gainsborough | Baptist Noel, III visconte Campden |                                             |  |  |       |  |  |                          |  |  |                          |  |
|                                            | Edward Noel, I conte di Gainsborough | Baptist Noel, III visconte Campden |                                             |  |  |       |  |  |                          |  |  |                          |  |
|                                            | Edward Noel, I conte di Gainsborough | Hester Wotton                      |                                             |  |  |       |  |  |                          |  |  |                          |  |
| Wriothesley Noel, II conte di Gainsborough | Edward Noel, I conte di Gainsborough |                                    |                                             |  |  |       |  |  |                          |  |  |                          |  |
|                                            |                                      | Elizabeth Wriothesley              | Thomas Wriothesley, IV conte di Southampton |  |  |       |  |  |                          |  |  |                          |  |
|                                            |                                      | Elizabeth Wriothesley              | Thomas Wriothesley, IV conte di Southampton |  |  |       |  |  |                          |  |  |                          |  |
|                                            |                                      | Elizabeth Wriothesley              | Rachel de Massue                            |  |  |       |  |  |                          |  |  |                          |  |
| Elizabeth Noel                             |                                      | Elizabeth Wriothesley              |                                             |  |  |       |  |  |                          |  |  |                          |  |
|                                            |                                      | Fulke Greville, V barone Brooke    | Robert Greville, II barone Brooke           |  |  |       |  |  |                          |  |  |                          |  |
|                                            |                                      | Fulke Greville, V barone Brooke    | Robert Greville, II barone Brooke           |  |  |       |  |  |                          |  |  |                          |  |
|                                            |                                      | Fulke Greville, V barone Brooke    | Catherine Russell                           |  |  |       |  |  |                          |  |  |                          |  |
| Catherine Greville                         |                                      | Fulke Greville, V barone Brooke    |                                             |  |  |       |  |  |                          |  |  |                          |  |
|                                            |                                      | Sarah Dashwood                     | Francis Dashwood                            |  |  |       |  |  |                          |  |  |                          |  |
|                                            |                                      | Sarah Dashwood                     | Francis Dashwood                            |  |  |       |  |  |                          |  |  |                          |  |
|                                            |                                      | Sarah Dashwood                     | Alice Sleigh                                |  |  |       |  |  |                          |  |  |                          |  |
|                                            |                                      | Sarah Dashwood                     |                                             |  |  |       |  |  |                          |  |  |                          |  |